# Widowisko
Widowisko – zdarzenie przed publicznością, często o charakterze sztuki. Niektóre rodzaje widowisk:
- balet – widowisko będące realizacją baletu[3]
- burleska – poprzednik musicalu w USA[4]
- cyrk – widowisko rozrywkowego złożone m.in. z pokazów akrobatycznych, ekwilibrystycznych i tanecznych[5]
- diaporama – projekcja przezroczy z jednego lub kilku projektorów[6]
- divertissement – widowisko baletowe[7]
- festiwal – impreza artystyczna
- film – projekcja utworu filmowego dla publiczności[8]
- igrce – zbiorowe zabawy organizowane dla określonej publiczności
- jatra(inne języki) – indyjskie widowisko teatralne[9]
- kabaret – widowisko satyryczno-humorystyczne[10]
- koncert – impreza muzyczna
- korrida – hiszpańskie widowisko polegające na walce toreadora z bykiem[11]
- mecz – spotkanie sportowe
- misterium – średniowieczny dramat religijny[12]
- naumachia – w starożytnym Rzymie widowisko przedstawiające bitwę morską[13]
- opera – dramat muzyczny wystawiany na scenie
- pantomima – przedstawienie, w którym dominuje ekspresja ciała mima[14]
- poliwizja(inne języki) – jednoczesna projekcja na kilku ekranach sali widowiskowej filmów powiązanych treściowo[15]
- ramlila(inne języki) – indyjskie widowisko plenerowe przedstawiające dzieje Ramy[16]
- światło i dźwięk – rodzaj nocnego spektaklu
- teatr – rodzaj sztuki widowiskowej wykonywanej przez aktorów[17]
- wesele – zespół zwyczajów związanych z zaślubinami[18]